# 约瑟夫·胡克
约瑟夫·胡克（英語：Joseph Hooker，1814年11月13日—1879年10月31日），美国陆军少将，曾参与塞米诺尔战争、美墨战争和南北战争。
胡克最著名的战役是1863年在钱瑟勒斯维尔战役中率领北方军惨败于南方军总司令罗伯特·E·李率领的部队。
内布拉斯加州的胡克郡即以胡克的名字命名。